# Omiya Ardija 2013
Questa voce raccoglie le informazioni riguardanti l'Omiya Ardija nelle competizioni ufficiali della stagione 2013.

## Maglie e sponsor
La Under Armour semplifica i motivi decorativi delle divise, introducendo una maglia arancione coi bordi blu. Gli sponsor ufficiali introdotti nella stagione precedente rimangono invariati.
| Manica sinistra · Manica sinistra · Maglietta · Maglietta · Manica destra · Manica destra · Pantaloncini · Calzettoni | Manica sinistra · Manica sinistra · Maglietta · Maglietta · Manica destra · Manica destra · Pantaloncini · Calzettoni |

## Rosa
| N. |                          | Ruolo | Calciatore         |
| -- | ------------------------ | ----- | ------------------ |
| 1  | Giappone (bandiera)      | P     | Takashi Kitano     |
| 2  | Giappone (bandiera)      | D     | Kōsuke Kikuchi     |
| 3  | Giappone (bandiera)      | D     | Shunsuke Fukuda    |
| 5  | Brasile (bandiera)       | C     | Carlinhos Paraíba  |
| 6  | Giappone (bandiera)      | C     | Takuya Aoki        |
| 7  | Giappone (bandiera)      | C     | Kōta Ueda          |
| 8  | Giappone (bandiera)      | D     | Takumi Shimohira   |
| 9  | Corea del Sud (bandiera) | C     | Cho Young-Cheol    |
| 11 | Slovenia (bandiera)      | A     | Zlatan Ljubijankič |
| 13 | Giappone (bandiera)      | D     | Daigō Watanabe     |
| 14 | Giappone (bandiera)      | A     | Shintaro Shimizu   |
| 17 | Giappone (bandiera)      | D     | Shōhei Takahashi   |
| 18 | Giappone (bandiera)      | C     | Hayato Hashimoto   |
| 19 | Slovenia (bandiera)      | A     | Milivoje Novakovič |

| N. |                      | Ruolo | Calciatore         |
| -- | -------------------- | ----- | ------------------ |
| 20 | Giappone (bandiera)  | D     | Takuya Wada        |
| 21 | Giappone (bandiera)  | P     | Kōji Ezumi         |
| 22 | Australia (bandiera) | D     | Lucas Neill        |
| 23 | Giappone (bandiera)  | C     | Shin Kanazawa      |
| 24 | Giappone (bandiera)  | D     | Norio Suzuki       |
| 25 | Giappone (bandiera)  | C     | Taisuke Miyazaki   |
| 26 | Giappone (bandiera)  | D     | Kazuhiro Murakami  |
| 27 | Giappone (bandiera)  | D     | Tomoki Imai        |
| 28 | Giappone (bandiera)  | A     | Takamitsu Tomiyama |
| 30 | Giappone (bandiera)  | A     | Daisuke Watabe     |
| 31 | Giappone (bandiera)  | P     | Keiki Shimizu      |
| 32 | Giappone (bandiera)  | A     | Yū Hasegawa        |
| 34 | Giappone (bandiera)  | D     | Yōsuke Kataoka     |
| 35 | Giappone (bandiera)  | P     | Shuhei Kuwata      |

## Calciomercato

### Sessione invernale
| Acquisti | Acquisti           | Acquisti        | Acquisti |
| R.       | Nome               | da              | Modalità |
| -------- | ------------------ | --------------- | -------- |
| P        | Shuhei Kuwata      |                 |          |
| D        | Tomoki Imai        | Chūō Daigaku    |          |
| D        | Shunsuke Fukuda    | Kataller Toyama |          |
| D        | Shōhei Takahashi   | Tokyo Verdy     |          |
| D        | Lee Keun-Hoo       |                 |          |
| C        | Taisuke Miyazaki   | Shonan Bellmare |          |
| A        | Milivoje Novakovič | Colonia         |          |
| A        | Zlatan Ljubijankič | Gent            |          |

| Cessioni | Cessioni           | Cessioni       | Cessioni |
| R.       | Nome               | a              | Modalità |
| -------- | ------------------ | -------------- | -------- |
| D        | Yūki Fukaya        | Oita Trinita   |          |
| D        | Hiroyuki Kōmoto    | Vissel Kōbe    |          |
| D        | Kim Young-Gwon     | Guangzhou E.   |          |
| C        | Carlinhos Paraíba  | San Paolo      |          |
| C        | Keigo Higashi      | FC Tokyo       |          |
| C        | Jun Kanakubo       | Avispa Fukuoka |          |
| C        | Masakazu Kihara    | Avispa Fukuoka |          |
| A        | Milivoje Novakovič | Colonia        |          |
| A        | Rafael             | Botafogo       |          |

## Risultati

### Campionato

#### Girone di andata
| Arbitro: | Takayama |

|               |           |                       |
| Aoki 56’, 65’ | Marcatori | 74’ Ishige 84’ Uchida |

| Arbitro: | Hirose |

|  |           |             |
|  | Marcatori | 59’ Kikuchi |

| Arbitro: | Imamura |

|              |           |                  |
| Tomiyama 76’ | Marcatori | 90’ Kim Kun-Hoan |

| Arbitro: | Tojo |

|                                         |           |          |
| Kanazawa 36’ Novakovič 53’ Tomiyama 79’ | Marcatori | 15’ Davi |

| Arbitro: | Maeda |

|  |           |                 |
|  | Marcatori | 78’ Ljubijankič |

| Arbitro: | Fukushima |

|              |           |                             |
| Kakitani 45’ | Marcatori | 1’ Kanazawa 85’ Ljubijankič |

| Arbitro: | Iida |

|                   |           |  |
| Ljubijankič 45+2’ | Marcatori |  |

| Arbitro: | Iemoto |

|  |           |                                                             |
|  | Marcatori | 19’, 55’ (rig.) Novakovič 45’ Takahashi 63’ Cho Young-Cheol |

| Oita 3 maggio 2013 | Oita Trinita | – | Omiya Ardija | Oita Bank Dome |

| Saitama 6 maggio 2013 | Omiya Ardija | – | Sanfrecce | NACK5 Stadium Ōmiya |

| Sendai 11 maggio 2013 | Vegalta Sendai | – | Omiya Ardija | Yurtec Stadium Sendai |

| Saitama 18 maggio 2013 | Omiya Ardija | – | Shonan Bellmare | NACK5 Stadium Ōmiya |

| Kofu 25 maggio 2013 | Ventforet Kofu | – | Omiya Ardija | Yamanashi Chuo Bank Stadium |

| Arbitro: | Toma |

|          |           |           |
| Aoki 17’ | Marcatori | 83’ Ikeda |

| Saitama 10 luglio 2013 | Omiya Ardija | – | Nagoya Grampus | NACK5 Stadium Ōmiya |

| Yokohama 13 luglio 2013 | F·Marinos | – | Omiya Ardija | Nissan Stadium |

| Saitama 17 luglio 2013 | Omiya Ardija | – | Kawasaki Frontale | NACK5 Stadium Ōmiya |

#### Girone di ritorno
| Hiroshima 31 luglio 2013 | Sanfrecce | – | Omiya Ardija | Hiroshima Big Arch |

| Kashima 3 agosto 2013 | Kashima Antlers | – | Omiya Ardija | Kashima Soccer Stadium |

| Saitama 10 agosto 2013 | Omiya Ardija | – | Cerezo Osaka | NACK5 Stadium Ōmiya |

| Tosu 17 agosto 2013 | Sagan Tosu | – | Omiya Ardija | Best Amenity Stadium |

| Saitama 24 agosto 2013 | Omiya Ardija | – | Kashiwa Reysol | NACK5 Stadium Ōmiya |

| Kawasaki 28 agosto 2013 | Kawasaki Frontale | – | Omiya Ardija | Todoroki Athletics Stadium |

| Saitama 31 agosto 2013 | Omiya Ardija | – | F·Marinos | NACK5 Stadium Ōmiya |

| Niigata 14 settembre 2013 | Albirex Niigata | – | Omiya Ardija | Niigata Stadium |

| Saitama 21 settembre 2013 | Omiya Ardija | – | Vegalta Sendai | NACK5 Stadium Ōmiya |

| Saitama 28 settembre 2013 | Omiya Ardija | – | FC Tokyo | NACK5 Stadium Ōmiya |

| Saitama 5 ottobre 2013 | Urawa Reds | – | Omiya Ardija | Saitama Stadium 2002 |

| Saitama 19 ottobre 2013 | Omiya Ardija | – | Oita Trinita | NACK5 Stadium Ōmiya |

| Nagoya 27 ottobre 2013 | Nagoya Grampus | – | Omiya Ardija | Mizuho Athletic Stadium |

| Saitama 10 novembre 2013 | Omiya Ardija | – | Ventforet Kofu | NACK5 Stadium Ōmiya |

| Shizuoka 23 novembre 2013 | Shimizu S-Pulse | – | Omiya Ardija | Outsourcing Stadium Nihondaira |

| Saitama 30 novembre 2013 | Omiya Ardija | – | Júbilo Iwata | NACK5 Stadium Ōmiya |

| Hiratsuka 7 dicembre 2013 | Shonan Bellmare | – | Omiya Ardija | BMW Stadium |

### Coppa Yamazaki Nabisco
| Arbitro: | Kubota |

|  |           |                          |
|  | Marcatori | 7’ Kanazono 22’ Yamamoto |

| Arbitro: | Murakami |

|               |           |                                        |
| Kobayashi 62’ | Marcatori | 50’ Tomiyama 61’ Hasegawa 90+4’ Watabe |

| Arbitro: | Okabe |

|  |           |                     |
|  | Marcatori | 28’ Cho Young-Cheol |

| Arbitro: | Sato |

|                 |           |                                |
| Ljubijankič 51’ | Marcatori | 24’, 29’ Kawamoto 56’ Ortigoza |

| Arbitro: | Tojo |

|                           |           |                           |
| Shimizu 52’ Novakovič 80’ | Marcatori | 55’, 83’ Baré 79’ Hiraoka |

| Kawasaki 15 maggio 2013 | Kawasaki Frontale | – | Omiya Ardija | Todoroki Athletics Stadium |